# 플레임 (프로게이머)
플레임(본명: 이호종, 1992년 8월 13일 ~ )은 대한민국의 전직 리그 오브 레전드 프로게이머이다. 선수 시절 아이디는 Flame이며 포지션은 탑 라이너였다.

## 선수 시절
2012년 10월 28일, CJ 엔투스 블레이즈에 입단하면서 프로 커리어를 시작했다. 2012-2013 윈터 시즌부터 팀의 주전 탑 라이너로 활동했다. 2013 스프링 시즌에서는 좋은 모습을 보여주면서 팀의 결승 진출에 기여했다. 하지만 결승전에서 무너지면서 준우승에 그쳤다. 2013 서머 시즌에서는 메타 변화로 가용 챔피언 폭이 줄어들면서 그럭저럭한 모습을 보여주었다. IEM 시즌 7 월드 챔피언십에도 참가해 우승을 거두었다. 또한 WCG 2013에서 금메달을 거두었다.
2013-2014 윈터 시즌에서도 좋은 모습을 거두었지만 챔피언스에서 팀은 탈락했다. 하지만 NLB에서 팀은 우승을 달성했다. 2014 스프링 시즌에서도 팀의 4강 진출에 기여했다. 2014 서머 시즌에서는 팀이 챔피언스와 NLB에서 광탈하면서 빠르게 시즌을 종료했다.
2015시즌을 앞두고 LGD 게이밍에 입단했다. 2015 스프링 시즌에서는 에이콘과 주전경쟁 하면서 번갈아 출전했다. 2015 서머 시즌에서도 에이콘과 번갈아 출전했다. 롤드컵 2015시즌에 출전하였다. 플레임은 롤드컵 조별리그 2주차 경기에서 출전했지만 팀의 조별리그 탈락을 막지 못했다.
2016시즌을 앞두고 롱주 게이밍에 입단했다. 2016 스프링 시즌 엑스페션과 주전 경쟁을 하였으나 결국 엑스페션의 서브 선수로 활동하였다. 2016 서머 시즌을 앞두고 롱주의 엔트리에서 제외되었다. 서머 2라운드를 앞두고 다시 로스터에 등록되었다. 하지만 엑스페션이 주전으로 활동하면서 출전하지 못했다.
2017시즌을 앞두고 북미 리그의 임모탈즈에 입단했다. 2017 스프링 시즌 팀의 주전으로 활동하면서 팀의 잔류에 기여했다. 서머 시즌에서도 좋은 모습을 보여주면서 팀의 포스트시즌 진출에 기여했다. 롤드컵 2017에서도 팀의 주전으로 활동했다.
2018시즌을 앞두고 플라이퀘스트에 입단했다. 2018 스프링 시즌에서도 좋은 모습을 보여주었지만 팀의 부진을 이겨내지는 못했다. 2018 서머 시즌에서는 무난한 모습을 보여주면서 팀의 포스트시즌 진출에 기여했다.
2019시즌 스프링 2라운드를 앞두고 담원 게이밍에 입단했다. 스프링 시즌 담원에서 좋은 모습을 보여주었다. 2019 서머시즌에서는 너구리에게 주전 자리를 내주면서 서브 선수로 활동했다. 리프트 라이벌즈 2019에서 서브 선수로 참가해 LCK의 우승에 기여했다. 롤드컵 2019에서는 로스터에서 제외되면서 참가하지 못했다. 롤드컵 기간 중에서는 객원해설로 모습을 비추기도 했다.
2020시즌을 앞두고 담원과 재계약을 맺었다. 2020시즌에서는 너구리가 팀의 확실한 에이스로 올라서면서 출전하지 못했다. 스프링 시즌 이후 치러진 미드 시즌 컵에서도 출전을 하지 못했다. 롤드컵 2020에서는 국외여행허가가 떨어지지 않음에 따라 출전하지 못했다. 
2020시즌 종료 후 현역 은퇴를 선언했다.

## 은퇴 후
현역 은퇴 이후 인터넷 방송을 시작했다.
2021년 치러진 한중 와일드리프트 대회에 LCK 레전드 팀 소속으로 출전했다. 하지만 경기에서 LPL 레전드 팀에게 3-0으로 패배했다.

## 소속팀
| # | 팀명               | 소속 기간             | 소속 리그 | 비고 |
| - | ------------------ | --------------------- | --------- | ---- |
| 1 | CJ 엔투스 블레이즈 | 2012.10.28~2014.12.02 | LCK       |      |
| 2 | LGD 게이밍         | 2014.12.23~2015.12.03 | LPL       |      |
| 3 | 롱주 게이밍        | 2015.12.30~2016.12.01 | LCK       |      |
| 4 | 임모탈즈           | 2016.12.10~2017.11.20 | LCS       |      |
| 5 | 플라이퀘스트       | 2017.11.27~2018.11.26 | LCS       |      |
| 6 | 담원 게이밍        | 2019.02.18~2020.12.13 | LCK       |      |

## 수상 경력
- 2013 대한민국 e스포츠대상 리그 오브 레전드 탑 최우수선수상
- ZOTAC 나이스게임TV 리그 오브 레전드 배틀 윈터 2013-2014 우승
- 월드 사이버 게임즈 2013 금메달
- 올림푸스 리그 오브 레전드 챔피언스 스프링 2013 준우승
- IEM 시즌 7 월드 챔피언십 우승
- IEM 시즌 7 카토비체 준우승
- 리그 오브 레전드 프로리그 스프링(LPL) 2015 준우승
- 리그 오브 레전드 프로리그 서머(LPL) 2015 우승
- 리프트 라이벌즈 2019 우승
- 우리은행 리그 오브 레전드 챔피언스 코리아 서머 2020 우승